# GABAA receptor

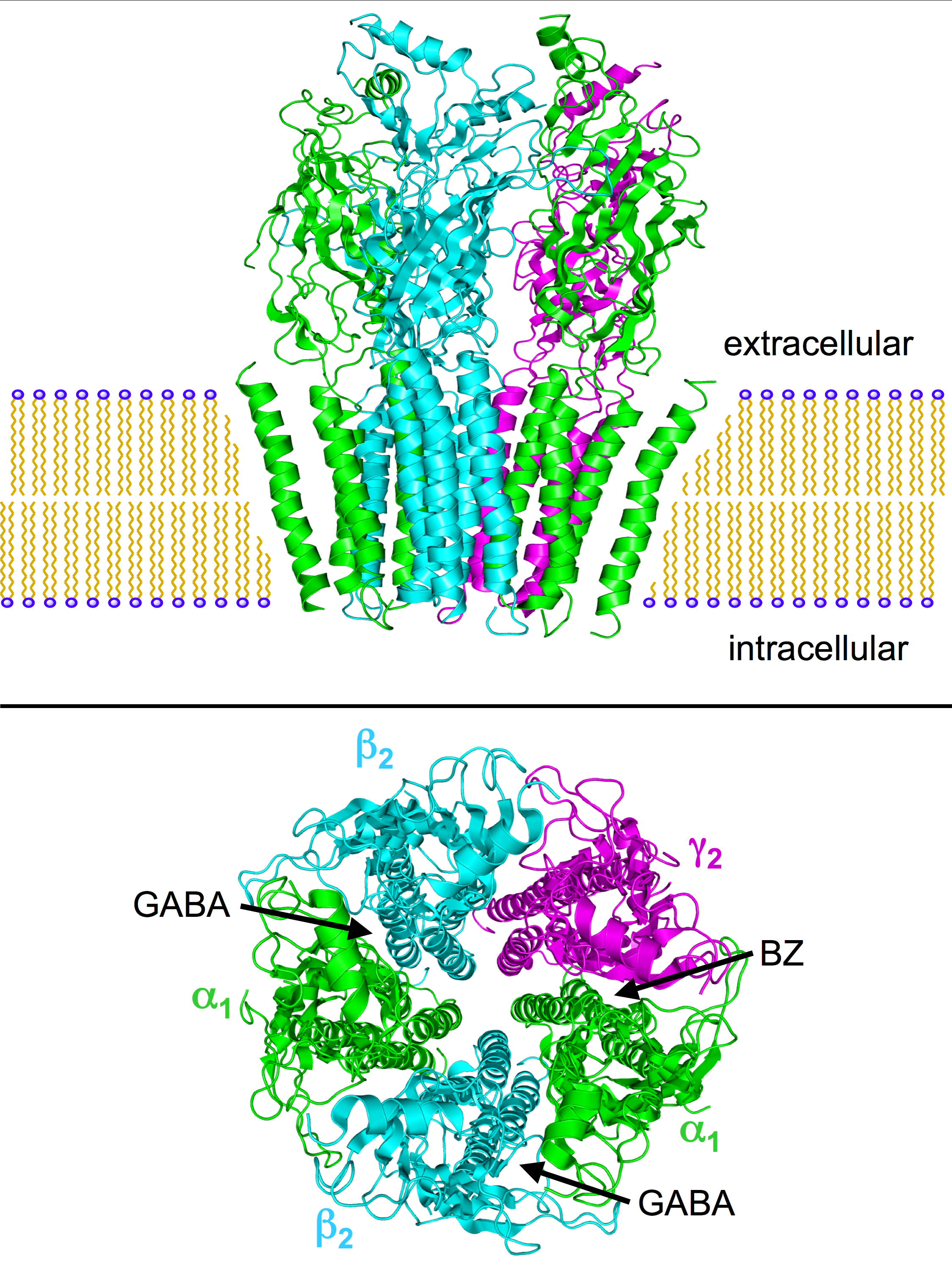
Struktura nikot acetylcholinového receptoru (nAchR: PDB: 2BG9), která je podobná GABA_{A} receptoru. Horní: boční pohled na nAchR zapuštěný v buněčné membráně. Dole: pohled na receptor z extracelulární strany membrány. Podjednotky jsou označeny podle GABA_{A} nomenklatury a přibližné umístění GABA a benzodiazepiny (BZ) vazebná místa jsou zaznamenány (mezi α - a β-podjednotek a mezi α - a γ-podjednotek v tomto pořadí).

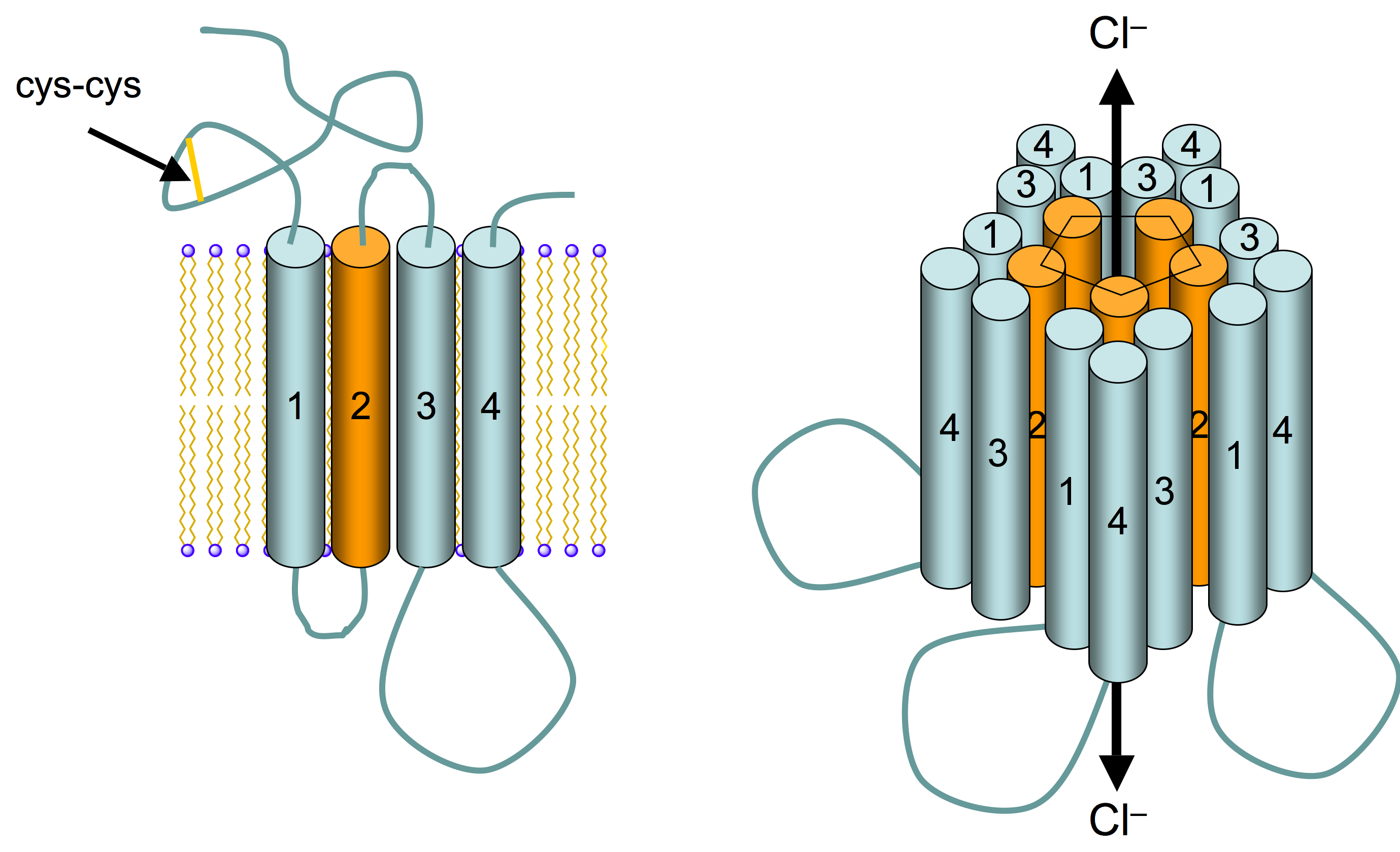
Schéma struktury GABA_{A} receptoru. Vlevo: GABA_{A} monomerní podjednotka zakotvena v lipidové dvojvrstvě (žluté čáry připojené k modrým koulím). Čtyři transmembránové α-heloxy (1-4) jsou zobrazeny jako válce. Disulfidové vazby v N-terminální extracelulární doméně, které jsou charakteristické pro rodiny cys-loop receptorů (které obsahují GABA_{A} receptor) je označen žlutou čára. Vprávo: Pět podjednotek symetricky uspořádaných kolem centrálního pórů pro chloridový aniont. Extracelulární smyčky nejsou zobrazeny z důvodu větší přehlednosti.

GABAA receptory (GABAAR) je pentamerní ionotropní receptor a kanál. Jeho endogenním ligandem je kyselina γ-aminomáselná (GABA), hlavní inhibiční neurotransmiter v centrálním nervovém systému. Po aktivaci GABAA receptor selektivně vede Cl− prostřednictvím svých pórů. Cl− bude proudit ven z buňky, když vnitřní napětí je menší než klidový potenciál a Cl− bude proudit dovnitř v případě, že je vyšší než klidový potenciál (tj. −75 mV). To způsobí inhibiční účinek na přenos nervových vzruchů tím, že snižuje šanci na úspěšné vedení akčního potenciálu. Na reverzní potenciál GABAA-zprostředkované IPSP v normálním roztoku je −70 mV oproti GABAB IPSP s potenciálem −100 mV.
Aktivní místo GABAA receptoru je vazebné místo pro GABA a několik léků jako muscimol, gaboxadol, a bikukulin. Protein také obsahuje řadu různých allosterických vazebných míst , které modulují aktivitu receptoru nepřímo. Tato allosterická místa jsou cílem pro různé jiné léky, včetně benzodiazepinů, nonbenzodiazepinů, neuroaktivních steroidů, barbiturátů, alkoholu (ethanol), inhalačních anestetik a pikrotoxinu.
GABAA receptory se vyskytují ve všech organismech, které mají nervový systém. V omezené míře tyto receptory lze nalézt v jiných buňkách. Vzhledem k jejich širokému rozšíření do nervového systému savců hrají roli prakticky ve všech mozkových funkcích.
GABAA receptory mají evoluční homologii s nikotinovým receptorem (NAChR) s řada možných kombinací podjednotek přičemž výsledné složení pentameru významně ovlivňuje vlastnosti receptoru. Vodivost dosahuje 30 pS, influx Cl− hyperpolarizuje postsynaptický neuron, dalším mechanismem inhibice je shunting, kdy shunting inhibice je důsledkem vztahu U = I·R. Otevření GABAA zvýší vodivost membrány, tím pádem poklesne odpor (R=1/G), EPSC (I) při stejné velikosti vyvolá menší EPSP (U).
Aktivace GABAA může mít za určitých okolností excitační účinek namísto inhibičního, neboť reverzní potenciál Cl− je blízký klidovému membránovému potenciálu (při překročení reverzního potenciálu se influx Cl− změní na ex.flux). Fyziologicky se to objevuje v rané ontogenezi (nízká exprese chloridového transportéru) a za patologických stavů při protrahované excitaci.
Agonisté: muscimol (prekurzorem kyselina ibotenová, v muchomůrkách červených), antagonisté: bikukulin (kompetitivní), pikrotoxin (nekompetitivní), pozitivní allosterické modulátory: benzodiazepiny (zvyšují frekvenci otevíraní), barbituráty (prodlužují délku otevření), ethanol, neurosteroidy, celková anestetika
GABAA-rho je varianta složená pouze z rho podjednotek, původně vyčleňováno jako samostatný podtyp GABAC. Dunkčně významné rozdíly v podjednotkovém složení (a vazebná místa), efekt se odvíjí i od rozdílné distribuce těchto variant v mozku.